# Bernard Roger de Foix
Bernard Roger de Foix (° avant 981 - †1036/1038) est le premier comte de Foix, de 1012 à sa mort, et également comte de Bigorre, de 1032 à sa mort.

## Biographie
Bernard Roger est le fils cadet de Roger Ier le Vieux, comte de Carcassonne et de son épouse Adélaïde.
De son vivant, le comte Roger partage ses biens entre ses fils Raymond Roger, Bernard Roger et Pierre. Bernard Roger reçoit le Couserans et la partie du comté paternel située autour de la ville de Foix. Il avait épousé vers 1010 Garsende qui hérita entre 1025 et 1032 du comté de Bigorre.

## Mariage et enfants
De Gersende de Bigorre, fille de Garcia Arnaud, comte de Bigorre, et de Richarde, il avait eu :
- Bernard II († 1077), comte de Bigorre ;
- Roger († 1064), comte de Foix ;
- Pierre Bernard († 1071), comte de Couserans, puis de Foix ;
- Héraclius, évêque de Bigorre en 1056 ;
- Gilberte de Foix († 1049). Elle prend le nom d’Ermesinde et épouse en 1036 Ramire Ier, roi d’Aragon (fils naturel de Sanche III) : Parents de Sanche Ramirez, roi d'Aragon puis de Navarre ;
- Étiennette († 1058), mariée à Garcia IV, roi de Navarre (fils de Sanche III, frère de Ferdinand Ier de Castille et León, demi-frère de Ramire) : Parents de Sanche IV (assassiné en juin 1076 au profit de son cousin Sanche Ramirez).

Certaines généalogies ajoutent à cette liste d'enfants une Clémence, mariée à Adalbert d'Alsace, duc de Lorraine. Mais aucun document contemporain ne mentionne cette Clémence, qui a été imaginée par Szabolcs de Vajay en 1960, dans une hypothèse plus large de l'origine lorraine d'Étiennette de Bourgogne. Cette hypothèse est abandonnée depuis 1987, et l'existence de Clémence de Foix, simple « béquille généalogique » selon les propres termes de Szabolcs de Vajay, est également à rejeter.